# Bürohaus an der Alten Oper
Das Bürohaus an der Alten Oper (ehemals bekannt als Citibank-Hochhaus) in der Innenstadt von Frankfurt am Main ist ein zwischen 1981 und 1984 errichtetes 89 Meter hohes Hochhaus in der Neuen Mainzer Straße nahe der Alten Oper. Das 20-geschossige Gebäude wurde von den Architekten Hubertus von Allwörden, Gerhard Balser, Roger Bundschuh und Rolf Schloen entworfen. Hauptmieter war lange Zeit die Citibank, derzeitige Mieter sind u. a. Bloomberg L.P., die Investmentbank Lazard, die Rechtsanwaltskanzlei Herbert Smith Freehills und die Bank of Communications. Ein neuer Mieter ist die Torpedo-Gruppe, die 2023 einen BYD-Showroom im Erdgeschoss eröffnete.

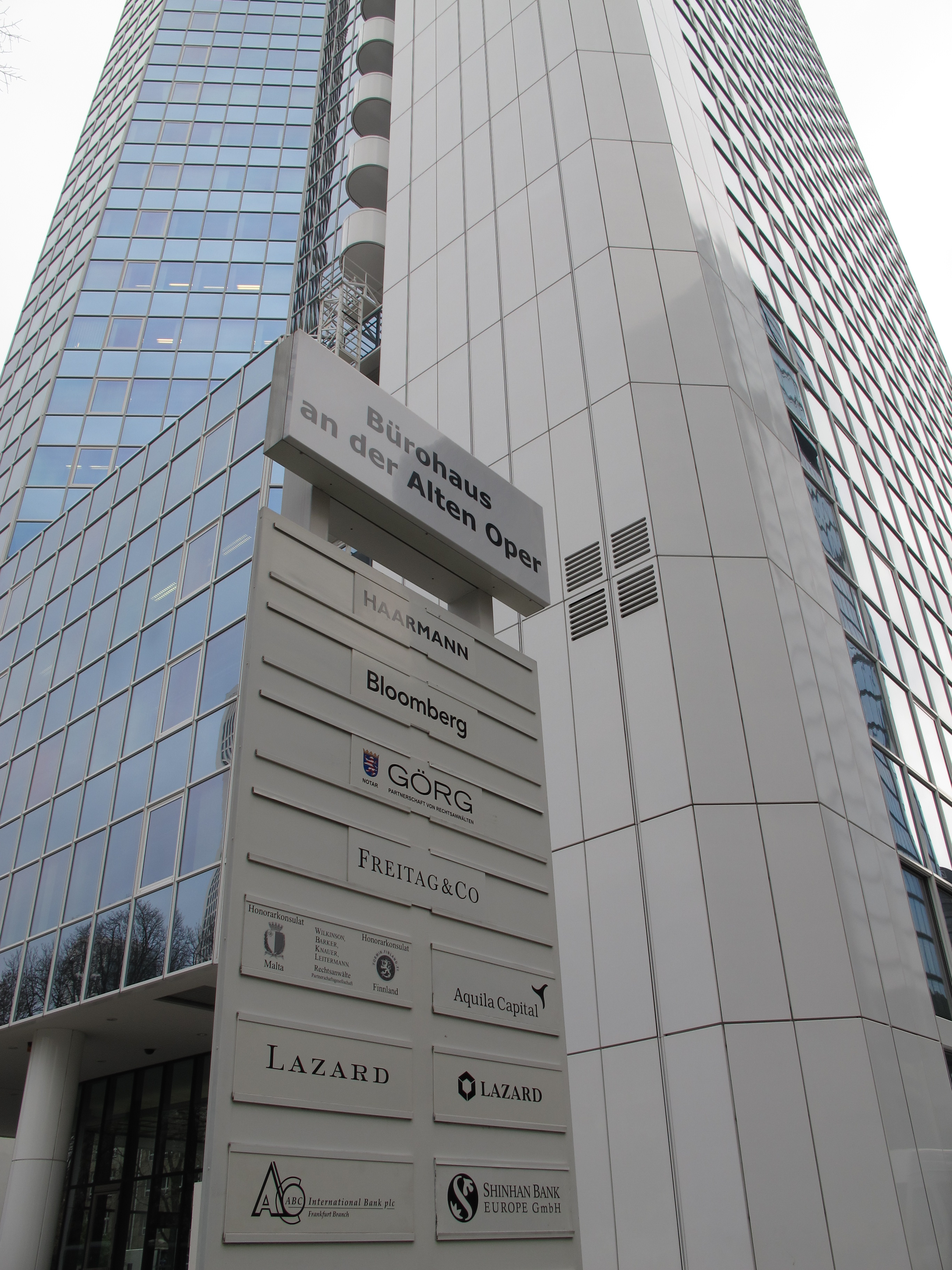
Eingangsbereich